# Ленґ-Нурський
Ленґ-Нурський (пол. Łęg Nurski) — село в Польщі, у гміні Нур Островського повіту Мазовецького воєводства.
Населення — 32 особи (2011).
У 1975-1998 роках село належало до Ломжинського воєводства.

## Демографія
Демографічна структура станом на 31 березня 2011 року:
|          | Загалом | Допрацездатний вік | Працездатний вік | Постпрацездатний вік |
| -------- | ------- | ------------------ | ---------------- | -------------------- |
| Чоловіки | 17      | 4                  | 9                | 4                    |
| Жінки    | 15      | 2                  | 9                | 4                    |
| Разом    | 32      | 6                  | 18               | 8                    |